# 國際自由聯盟
國際自由聯盟（英語：Liberal International）是一個由世界各地自由主義政黨結合的國際政治組織。國際自由聯盟在1947年於英格蘭牛津創立，總部位於倫敦，並且成為了联繫自由主義政黨以及发展自由民主制的重要組織。從2014年起，國際自由聯盟的主席是Dr. Juli Minoves。

## 目標
國際自由聯盟將其目標定為（2005年）：
「在全世界贏得對自由原則的普遍接受，推廣一個根基於個人自由、個人責任、與社會正義的自由社會的發展，並提供其成員組織、以及世界上所有愛好這些原則的人們一個交流合作的途径。」
國際自由聯盟的成員包括了非洲、美洲、亞洲、和歐洲，其共同的原則為尊重人權、自由及公正的選舉、多黨民主、社會正義、寬容、自由市場經濟、自由貿易、環境永續性以及國際間的團結意識。
國際自由聯盟的目標是由7份陸續發表的宣言構成的—從1946年至1997年寫成，聯盟每年也固定舉辦自由主義政黨之間的會議與交流活動。

## 成員
除了下列政黨外，聯盟中有一名個人會員：香港民主黨創黨主席李柱銘。

### 正式會員
| 國家/地區  | 政黨                                                                       | 縮寫     | 執政黨/反對黨    |
| ---------- | -------------------------------------------------------------------------- | -------- | ---------------- |
| 安道尔     | 安道爾自由黨 (Partit Liberal D'Andorra)                                    | PLA      | 反对黨           |
| 比利时     | 革新運動                                                                   | MR       | 執政聯盟政黨     |
| 比利时     | 开放弗拉芒自由民主黨                                                       | Open Vld | 執政聯盟政黨     |
| 保加利亚   | 權利和自由運動                                                             |          | 反對黨           |
| 保加利亚   | 西美昂二世國民運動 （Nacionalno Dviženie Simeon Vtori）                    |          | 反對黨           |
| 加拿大     | 加拿大自由党                                                               | LPC      | 执政黨           |
|            | 自由運動 （Movimiento Libertario）                                         | ML       | 反對黨           |
|            | 共和主義團結黨 （Rassemblement des Républicains）                          |          | 執政黨           |
|            | 克罗地亚社會自由黨 （Hrvatska socijalno liberalna stranka）                |          | 反对黨           |
| 古巴       | 古巴自由聯盟 （Unión Liberal Cubana）                                      |          |                  |
| 丹麦       | 丹麥社會自由黨                                                             |          | 支持政府         |
| 丹麦       | 丹麦自由党                                                                 |          | 反對黨           |
| 赤道几内亚 | 赤道幾內亞國家民主聯盟 （Unión Democrática Nacional de Guinea Ecuatorial） |          | 反對黨           |
| 爱沙尼亚   | 愛沙尼亞改革黨                                                             |          | 執政聯盟政黨     |
| 芬兰       | 中間黨                                                                     |          | 執政聯盟少數政黨 |
| 芬兰       | 芬蘭瑞典族人民黨                                                           |          | 執政聯盟少數政黨 |
| 德国       | 德国自由民主党                                                             | FDP      | 執政聯盟少數政黨 |
| 英国       | 自由民主黨                                                                 | LibDems  | 反對黨           |
| 英国       | 北愛爾蘭聯盟黨 （Alliance Party of Northern Ireland）                      |          | 反對黨           |
| 直布罗陀   | 直布羅陀自由黨                                                             |          | 執政聯盟少數政黨 |
|            | 洪都拉斯自由党                                                             |          | 反對黨           |
| 匈牙利     | 自由民主聯盟 （Szabad-Demokraták szövetsége ）                             |          | 反對黨           |
| 冰島       | 進步黨 (冰島)                                                              |          | 執政聯盟少數政黨 |
| 以色列     | 独立党                                                                     |          | 反對黨           |
| 拉脫維亞   | 拉脫維亞道路 （Latvias Cels）                                              |          | 反對黨           |
| 立陶宛     | 立陶宛自由聯盟 （Lietuvos liberalų sąjunga）                               |          | 反對黨           |
| 盧森堡     | 民主黨 （Demokratesch Partei）                                             |          | 執政黨           |
| 北馬其頓   | 自由民主黨                                                                 |          | 反對黨           |
| 摩洛哥     | 憲法聯盟 （Union Constitutionelle）                                        |          | 反對黨           |
| 摩洛哥     | 民眾運動 （Mouvement Populaire）                                           |          | 反对黨           |
| 荷蘭       | 民主66                                                                     |          | 執政聯盟少數政黨 |
| 荷蘭       | 自由民主人民黨                                                             |          | 执政黨           |
| 菲律賓     | 自由黨                                                                     |          | 反对黨           |
| 羅馬尼亞   | 國家自由黨                                                                 |          | 反对黨           |
| 俄羅斯     | 俄羅斯統一民主黨「亞博盧」 （Yabloko）                                     |          | 反對黨           |
| 塞内加尔   | 塞內加爾民主黨 （Parti Démocratique Sénégalais）                           |          | 反对黨           |
| 塞爾維亞   | 塞爾維亞自由黨 （Liberali Srbije）                                         |          | 反對黨           |
| 斯洛維尼亞 | 自由民主黨 （Liberalna demokracija Slovenije）                             |          | 反對黨           |
| 南非       | 民主聯盟 （Democratic Alliance）                                           |          | 反對黨           |
| 斯里蘭卡   | 斯里蘭卡自由黨 （Liberal Party of Sri Lanka）                              |          | 反对黨           |
| 瑞典       | 自由人民黨                                                                 | L        | 執政黨           |
| 瑞典       | 中間黨                                                                     | C        | 反对黨           |
| 臺灣       | 民主進步黨                                                                 | DPP      | 執政黨           |
| 坦桑尼亚   | 公民聯合前線 （Chama Cha Wananchi）                                        |          | 反對黨           |
| 泰國       | 民主黨                                                                     |          | 執政聯盟政黨     |

### 觀察成員
| 國家/地區 | 政黨                                                                          | 縮寫    | 執政黨/反對黨    |
| --------- | ----------------------------------------------------------------------------- | ------- | ---------------- |
| 阿根廷    | 自由聯盟 （Unión por la Libertad）                                            |         | 執政聯盟少數政黨 |
|           | 自由民主黨 (Liberalno Demokratska Stranka)                                    | LDS     | 反對黨           |
| 巴西      | 巴西自由國際黨 (Brazilian Group of Liberal International)                     |         | N/A              |
|           | 伊斯特里亞民主會議 （Istarski Demokratski Sabor, Dieta Democratica Istriana） | IDS-DDI | 反对黨           |
| 冰島      | 進步民主人黨 （An Páirtí Daonlathach）                                        |         | 反对黨           |
| 马来西亚  | 民政党 · （Parti Gerakan Rakyat Malaysia)                                     |         | 反对黨           |
| 義大利    | 意大利自由聯盟 （Federazione dei Liberali Italiani）                          |         | 反对黨           |
| 科索沃    | 科索沃自由黨 （Partia Liberale e Kosoves）                                    |         | 反對黨           |
| 墨西哥    | 新聯盟黨 （Nueva Alianza）                                                    |         | 反對黨           |
| 塞爾維亞  | 塞爾維亞公民聯盟                                                              |         | 反對黨           |
| 塞舌尔    | 塞舌尔國民黨 （Seychelles National Party ）                                   |         | 反對黨           |
| 突尼西亞  | 突尼斯社會自由黨 （Parti Social-Libéral）                                     |         | 反对黨           |
| 尚比亞    | 国家发展统一党 （United Party for National Development）                      |         | 反对黨           |

### 合作組織
- 非洲自由聯盟（Africa Liberal Network）
- 亞洲自由民主聯盟（Council of Asian Liberals and Democrats）
- 歐洲自由民主改革黨
- 腓特烈·瑙曼基金會
- 國際自由青年聯盟（International Federation of Liberal Youth, IFLRY）
- 國際自由婦女連線（International Network of Liberal Women）
- 新蘇黎世報
- 全國民主國際事務協會
- 拉丁美洲自由聯盟（Red Liberal de América Latina）

## 智庫
國際自由聯盟也與以下智庫保持一些合作關係
- Liberales Institut （德國）
- Dr. Y. Foerder Liberal Institute （以色列）
- Fondazione Luigi Einaudi （義大利）
- Teldersstichting （荷蘭）
- The Bertil Ohlin Institute （瑞典）
- CentreForum （英國）

## 前成員
- 奥地利自由党（遭決議驅除）
- 自由黨 (克羅埃西亞)（Liberalna Stranka）（克罗地亚，與克羅埃西亞社會自由黨合併）
- 厄瓜多爾前進運動（Movement Ecuador's Force）（厄瓜多尔）
- 奧蘭自由黨（Liberalerna på Åland）（芬蘭）
- 新愛國黨（New Patriotic Party）（加纳，加入国际民主联盟）
- 匈牙利青年民主黨（匈牙利）
- 自由黨 (日本)（日本，政黨解散）
- 憲法自由黨（Partido Liberal Constitucionalista）（尼加拉瓜，被批評後退出）
- 國家自由黨 (巴拿馬)（Partido Liberal Nacional）（巴拿馬，遭決議驅逐）
- 社會民主黨 (葡萄牙)（葡萄牙，加入保守派組織）
- 民主和社會中心 (西班牙)（Centro Democrático y Social）（西班牙）
- 聯合民主黨 (坦尚尼亞)（United Democratic Party）（坦尚尼亞）
- 自由民主黨 (土耳其)（Liberal Demokrat Parti）（土耳其）
- 自由黨 (烏克蘭)（Liberal'na Partiya Ukrayiny）（烏克蘭）

## 外部連結
- 國際自由聯盟 （页面存档备份，存于）官方網站